# Han Gengshidi
Kaiser Gengshi von Han (chinesisch 漢更始帝, Pinyin Hàn Gèngshǐdì, W.-G. Keng-Shih-ti; † 25 n. Chr.), Großjährigkeitsname Shenggong (chinesisch 聖公), persönlicher Name Liu Xuan (劉玄), war ein Kaiser der chinesischen Han-Dynastie im Anschluss an den Fall des Wang Mang, des Kaisers der Xin-Dynastie. Kaiser Gengshis Herrschaft über das Kaiserreich China währte nur kurz (23–25 n. Chr.). Er wurde während des Aufstands der Roten Augenbrauen abgesetzt und einige Monate später ermordet.

## Leben
Liu Xuan stammte aus der Nanyang-Kommandantur und gehörte dem Landadel an. Sein Großvater Liu Li war Verwalter des Kreises Cangwu und stammte vom Kaiser Jing ab.
Um das Jahr 20 n. Chr. nahm Liu Xuan an einer Fehde mit örtlichen Offizieren teil, verlor aber seine Mitstreiter und floh in den Kreis Pinglin. In seiner Heimat ließ er sich für tot erklären.

### Beteiligung am Aufstand gegen Wang Mang
Wenige Monate später führte eine Hungersnot zu Aufständen im Kreis Pinglin. Liu Xuan schloss sich den Rädelsführern Chen Mu und Liao Zhan an. Er wurde von ihnen zum Offizier ernannt und mit der Disziplin der Soldaten betraut. Die Pinglin-Armee schloss sich nach einigen Monaten dem allgemeinen Aufstand an, der von seinem entfernten Verwandten Liu Bosheng geführt wurde.

### Erhebung zum Kaiser
Nach den Siegen der Aufständischen bei Jiyang und Yuyang beschlossen die Rädelsführer im Frühjahr 23, einen Gegenkaiser zu Wang Mang zu ernennen. Sie wählten dazu Liu Xuan, der den Vorschlag (gegen den Willen von Liu Bosheng) annahm und sich am 11. März 23 in der Nähe der belagerten Stadt Wan inthronisieren ließ. Er proklamierte die Ära Gèngshǐ (chinesisch 更始 – „Neubeginn“). Diese Bezeichnung wird heute wie ein Eigenname des Kaisers verwendet, da Liu Xuan nach seinem Tod weder einen Tempelnamen noch einem postumen Titel erhielt.
Im Sommer 23 fiel die Stadt Wan in die Hände der Aufständischen. Kaiser Gengshi erklärte sie zur provisorischen Hauptstadt und residierte dort bis zum Ende des Aufstands. Wenig später ließ er Liu Bosheng wegen Verrats hinrichten; ob aus persönlichen Gründen oder aus Rivalität, ist unklar.
Im Lauf des Jahres 23 wurden Wang Mangs Streitkräfte vernichtend geschlagen. Kaiser Gengshi überzeugte einige Provinzialbeamten, sich zu unterwerfen und einen gewaltlosen Übergang unter die neue Herrschaft zu ermöglichen. Daneben knüpfte er Beziehungen mit den sogenannten „Roten Augenbrauen“, die seit einigen Jahren überall im Reich gegen die Zentralmacht kämpften. Formell erkannten die Anführer der Roten Augenbrauen Gengshi als Kaiser an. Ihre Operationen führten die Anführer dennoch unabhängig von ihm weiter und verfolgten dabei ihre eigenen Ziele.

### Verlegung der Hauptstadt nach Chang’an
Im Frühjahr des Jahres 24 verlegte Kaiser Gengshi die Hauptstadt von Luoyang nach Chang’an, wo die ehemalige (westliche) Han-Dynastie regiert hatte. Mit dieser Maßnahme wollte er eine kriegswichtige und bevölkerungsreiche Region stabilisieren, wozu die Präsenz des Kaiserhofes einen großen Beitrag leisten sollte.
Der Historiker Hans Bielenstein sieht in dieser Maßnahme einen Fehler des Kaisers, der sich von seiner Nachschubbasis und seinen Truppen im Süden des Reiches isolierte. Die Bergpässe um Chang’an wären leicht abzuriegeln gewesen.
Am Hof in Chang’an geriet Kaiser Gengshi unter den Einfluss der Beamten Li Song und Zhao Meng, die besonders für die Interessen des Landadels von Nanyang eintraten. Im Zuge dessen entfremdete er sich von seinen ursprünglichen Verbündeten, den Anführern des Aufstandes. Die Personalpolitik des Kaisers bot Anlass zu zahlreichen Anekdoten, in denen es meist um die Ernennung inkompetenter oder unwürdiger Beamter und Offiziere geht. Zugleich verlor der Kaiser seinen Rückhalt bei den Anführern des Aufstandes.
Kaiser Gengshi versuchte durch Verleihung von Ehrentiteln und Landschenkungen die lokalen Kriegsfürsten in den verschiedenen Teilen des Reiches an sich zu binden. Während sie die Titel entgegennahmen, blieben sie unabhängig und verfolgten ihre eigenen Pläne. Auch einige Offiziere des Kaisers machten sich selbständig.
Ein Beispiel ist Liu Xiu, der jüngere Bruder von Liu Bosheng. Dieser hatte im Auftrag des Kaisers im Nordosten den Aufstand des Wang Lang besiegt und sich als Warlord nördlich des Gelben Flusses etabliert. Der Kaiser bot ihm durch einen Boten den Königstitel an und forderte ihn auf, seine Truppen aufzulösen. Liu Xiu nahm den Königstitel an und setzte seine Eroberungszüge fort. Er dehnte seinen Machtbereich in die You-Provinz aus, deren Beamte loyal zum Kaiser standen.

### Ende der Herrschaft
Im Lauf des Jahres 24 verlor der Kaiser immer mehr die Kontrolle über die Regionen außerhalb des Hauptstadtbezirks. Gegen Anfang des Jahres 25 war er vollkommen isoliert. Zu dieser Zeit kamen versprengte Truppen der Roten Augenbrauen über die Bergpässe, die zuvor von Liu Xiu besiegt worden waren. Gleichzeitig begann Liu Xiu von Norden durch seinen General Deng Yu eine Offensive gegen den Hauptstadtbezirk.
Der Kaiser musste sich an mehreren Fronten zugleich verteidigen. Nach wenigen Wochen wurden seine Generäle Li Song und Su Mao entscheidend geschlagen. Im Sommer verlor der kaiserliche Heerführer Wang Kuang gegen Deng Yu, der im Herbst die gesamte Region unter seine Kontrolle brachte.
Als die Macht des Kaisers gebrochen war, machten mehrere Anführer (teils durch Strohmänner) Anspruch auf den Titel. Im Sommer ernannte sich Gongsun Shu im Südwesten zum Kaiser, kurz darauf ernannten die Roten Augenbrauen Liu Penzi zum Kaiser. Am 5. August 25 nahm Liu Xiu den Kaisertitel an. Er beseitigte in den folgenden Jahren seine Rivalen und beendete schließlich den Bürgerkrieg.
In der Hauptstadt versuchten die Beamten Wei Ao und Shentu Jian, den Kaiser zur Abdankung zu überreden. Als sie keinen Erfolg hatten, planten sie, den Hof zu plündern und die Stadt zu verlassen. Ihre Verschwörung flog auf, Shentu Jian wurde hingerichtet, Wei Ao entkam und vertrieb den Kaiser mit Unterstützung der Roten Augenbrauen aus dem Nordwesten.
Kaiser Gengshi befand sich bis zum Herbst auf der Flucht. Er wurde schließlich von einem seiner eigenen Offiziere gefangen genommen und den Roten Augenbrauen vorgeführt. Deren lokaler Anführer Xie Lu befahl, den ehemaligen Kaiser durch Strangulation hinzurichten.
Mehrere Wochen nach seinem Tod wurde der Leichnam von Gengshi bei Baling, in der Nähe des Grabes von Kaiser Wen von Han, bestattet. Seine Söhne erhielten von Kaiser Guangwu (Liu Xiu) Marken in der Nähe von Luoyang.

## Bewertung
Ob Gengshi zu den Kaisern der Östlichen Han-Dynastie zu rechnen ist, ist unter Historikern umstritten. Er selbst sah sich als legitimen Nachfolger der Westlichen Han-Dynastie, da er aus der kaiserlichen Familie stammte. Weil seine Herrschaft aber regional begrenzt war und nach wenigen Jahren endete, wird sie als Übergangszeit von der Xin-Dynastie Wang Mangs zur Han-Dynastie des Kaisers Guangwu angesehen.